# 多切斯特广场
多切斯特广场（英語：Dorchester Square）是加拿大魁北克省蒙特利尔市中心的一个大型广场。连同加拿大广场（Place du Canada），面积超过2.1公顷。广场为城市保护绿地，南至李域大道，西至卑利街，东至麥卡菲街，北至自治领广场大厦。这个广场一天24小时向公众开放，形成一个城市人流的焦点。在1967年加拿大广场开辟以前，整个地区都称为自治领广场。
多切斯特广场开辟于1878年，到1892年完成。广场上有四个雕像和一个亭子，形成五点梅花型布局。包括布尔战争纪念碑、贝尔福狮、罗伯特·伯恩斯像。